# Dulu He (vattendrag i Kina, lat 48,68, long 128,14)
Dulu He (kinesiska: 都鲁河) är ett vattendrag i Kina. Det ligger i provinsen Heilongjiang, i den nordöstra delen av landet, omkring 340 kilometer norr om provinshuvudstaden Harbin.
Genomsnittlig årsnederbörd är 962 millimeter. Den regnigaste månaden är juli, med i genomsnitt 263 mm nederbörd, och den torraste är januari, med 12 mm nederbörd.